# لويس ألفريدو لوبيز (دراج)
لويس ألفريدو لوبيز (بالإسبانية: Luis Alfredo López)‏ هو دراج كولومبي، ولد في 2 أبريل 1966.

## وصلات خارجية
- لويس ألفريدو لوبيز على موقع أرشيف الدراجات (الإنجليزية)